# 罗宾斯礁灯塔
罗宾斯礁灯塔（Robbins Reef Light）是一座位于美国新泽西州哈德遜縣貝永附近的上纽约湾主航道西侧的一個灯塔。1839年，燈塔原址建起了一個八角形花岗岩塔。1883年，灯塔建成。美国海岸警卫队管理该灯塔至2000年代。